# Eintracht Frankfurt (calcio femminile)
L'Eintracht Frankfurt (tedesco per Concordia Francoforte), noto in lingua italiana come Eintracht Francoforte, o semplicemente Eintracht, è la squadra di calcio femminile dell'omonima società polisportiva tedesca con sede a Francoforte sul Meno e fondata l'8 marzo 1899.
Istituita nel 2004, nel 2020 ha acquisito per fusione il titolo sportivo e il parco tesserate della 1. Frauen-Fußball-Club Frankfurt, milita in Frauen-Bundesliga, massima divisione del campionato tedesco.

## Storia
La sezione di calcio femminile dell'Eintracht Frankfurt è stata creata nel 2004 ed iscritta nel girone 2 di Francoforte della Bezirksliga, allora sesto livello del campionato tedesco. Nel giro di cinque anni la squadra aveva ottenuto una serie di promozioni che l'avevano portata in Hessenliga, quarto livello nazionale, nonché massima divisione regionale per l'Assia. Nel 2012 la squadra ottenne la promozione in Regionalliga, terzo livello del campionato tedesco. Inserito nel girone sud, l'Eintracht Frankfurt disputò quattro campionati di fila, venendo retrocesso in Hessenliga al termine della stagione 2015-2016. L'anno dopo conquistò la promozione, tornando in Regionalliga. Nella stagione 2017-2018 concluse il girone sud al primo posto, accedendo ai play-off per la promozione in 2. Frauen-Bundesliga, ma concludendo al terzo posto nel girone 1.
Nella stagione 2019-2020 l'Eintracht era al secondo posto nella classifica del girone sud della Regionalliga dietro al Friburgo II, quando il campionato venne sospeso a causa della pandemia di COVID-19, ma la promozione in 2. Frauen-Bundesliga andò al Würzburger Kickers, terzo classificato, perché l'Eintracht si era fuso con l'1. FFC Francoforte. Infatti, pochi giorni prima era stata annunciata ufficialmente la fusione tra le due società, grazie alla quale il titolo sportivo per la partecipazione al campionato di Frauen-Bundesliga e tutto il parco tesserate passò all'Eintracht. Il 6 settembre 2020 l'Eintracht fece il suo esordio in campionato superando per 5-1 il Werder Brema al Deutsche Bank Park, invece che allo Stadion am Brentanobad. La stagione 2020-2021 si concluse col sesto posto in classifica in Frauen-Bundesliga e col raggiungimento della finale della DFB-Pokal der Frauen, nella quale l'Eintracht venne sconfitto per 1-0 dal Wolfsburg grazie a una rete nei minuti finali dei tempi supplementari. Nella stagione successiva l'Eintracht ha concluso il campionato al terzo posto, guadagnando così l'accesso per la prima volta ai preliminari dell'UEFA Women's Champions League. La prima partecipazione alla Champions League si è conclusa al primo turno di qualificazione con la sconfitta nella finale del minitorneo nel percorso Piazzate contro le olandesi dell'Ajax.

## Palmarès
- Hessenpokal: 2

2012-2013, 2018-2019

## Statistiche e record

### Partecipazioni ai campionati
| Livello | Categoria         | Partecipazioni | Debutto   | Ultima stagione | Totale |
| ------- | ----------------- | -------------- | --------- | --------------- | ------ |
| 1º      | Frauen-Bundesliga | 4              | 2020-2021 | 2023-2024       | 4      |
| 3º      | Regionalliga      | 7              | 2012-2013 | 2019-2020       | 7      |

### Partecipazioni alle coppe
| Competizione                  | Partecipazioni | Debutto   | Ultima stagione | Totale |
| ----------------------------- | -------------- | --------- | --------------- | ------ |
| DFB-Pokal der Frauen          | 6              | 2013-2014 | 2023-2024       | 6      |
| UEFA Women's Champions League | 2              | 2022-2023 | 2023-2024       | 2      |

## Organico

### Rosa 2024-2025
Rosa, ruoli e numeri di maglia come da sito ufficiale, aggiornati al 2 settembre 2024.
| N. |                      | Ruolo | Calciatrice        |
| -- | -------------------- | ----- | ------------------ |
| 1  | Germania (bandiera)  | P     | Stina Johannes     |
| 4  | Germania (bandiera)  | D     | Sophia Kleinherne  |
| 5  | Danimarca (bandiera) | C     | Pernille Sanvig    |
| 6  | Germania (bandiera)  | C     | Elisa Senß         |
| 7  | Slovenia (bandiera)  | A     | Lara Prašnikar     |
| 8  | Germania (bandiera)  | C     | Lisanne Gräwe      |
| 10 | Germania (bandiera)  | A     | Laura Freigang     |
| 11 | Germania (bandiera)  | D     | Nina Lührßen       |
| 12 | Germania (bandiera)  | P     | Lina Altenburg     |
| 14 | Svizzera (bandiera)  | A     | Géraldine Reuteler |
| 15 | Giappone (bandiera)  | A     | Remina Chiba       |
| 17 | Germania (bandiera)  | C     | Pia-Sophie Wolter  |

| N. |                     | Ruolo | Calciatrice               |
| -- | ------------------- | ----- | ------------------------- |
| 19 | Germania (bandiera) | A     | Nicole Anyomi             |
| 20 | Germania (bandiera) | C     | İlayda Açıkgöz            |
| 21 | Germania (bandiera) | P     | Lea Paulick               |
| 22 | Svizzera (bandiera) | D     | Nadine Riesen             |
| 23 | Germania (bandiera) | D     | Sara Doorsoun             |
| 24 | Germania (bandiera) | D     | Anna Aehling              |
| 25 | Germania (bandiera) | D     | Jella Veit                |
| 27 | Germania (bandiera) | C     | Sophie Nachtigall         |
| 28 | Austria (bandiera)  | C     | Barbara Dunst             |
| 29 | Germania (bandiera) | D     | Dilara Açıkgöz            |
| 30 | Germania (bandiera) | A     | Carlotta Wamser           |
| 31 | Polonia (bandiera)  | C     | Tanja Pawollek (capitano) |